# Великаја (река)
Великаја (рус. Великая) река је на крајњем западу европског дела Руске Федерације. Протиче преко централних и западних делова Псковске области и са дужином од 430 km најдужа је река у целој области. Притока је Псковског језера и део сливног подручја реке Нарве и Финског залива Балтичког мора.
У Псковско језеро улива се пространом делтом, а ушће се налази на неких 15 km низводно од града Пскова. У зони ушћа дуж њене десне обале налази се заштићено подручје Снетогорско-муровичког споменика природе.

## Карактеристике водотока
Река Великаја извире у јужним деловима Псковске области, на подручју Бежаничког побрђа недалеко од села Вјаз, на подручју Новосокољничког рејона. У горњем делу тока непосредно након извора протиче кроз бројна мања ледничка језера: Велики Вјаз, Ходшо, Велико Остријо, Хвојно и Ченоје. Након тога у наредних 15 km тока њена ширина се смањује на 7—10 метара, ток је знатно бржи, корито знатно кривуда, а обале су обрасле густим шумама. У том делу тока корито је преграђено са две мање бране. Након што напусти вештачко језеро Верјато река се знатно шири, до 20 метара, скреће ка западу и ту се одликује бројнм брзацима. Пре него што прими своју прву значајнију притоку Алољу, Великаја протиче кроз још неколико мањих језера — Бистроје, Јаско, Зверино и Језеришче.
Након ушћа реке Идрице скреће у смеру севера, и њено корито се ту шири до 40 метара. Пошумљеност обала у том делу тока је знатно мања, а знатан део подручја је култивисан и насељен. Брзина тока нагло опада низводно од града Опочке, посебно низводно од ушћа десне притоке Кудке. Низводно од тог подручја шуме дуж обала Великаје готово потпуно ишчезавају. Низводно од ушћа Сињаје корито се поново шири до 70 метара.
Низводно од града Острова на делу тока од свега 5 km, Великаја прима своје три највеће леве притоке: Утроју, Кухву и Вјаду. Ту се ширина реке нагло повећава и до преко 100 метара, а брзина тока знатно опада, те река Великаја поприма типичан карактер равничарске реке. На подручју града Пскова са десне стране прима значајне притоке, Черјоху и Пскову. У Псковско језеро улива се 15 km северније од Пскова, у виду мање делте.
Укупна дужина водотока је 430 km, површина сливног подручја око 25.200 km², а просечан проток у зони ушћа је око 134 m³/s. Највиши водостај је у пролеће после топљења снега. Под ледом је од средине новембра до краја априла. Пловна је и за већа пловила у доњем делу тока.
Најважније притоке су: Идрица, Сињаја, Утроја, Кухва, Вјада и Иса са леве, те Алоља, Кудка, Сорот, Черјоха и Пскова са десне стране.
На њеним облама налазе се градови Псков, Опочка и Остров.